# Palais de Stormont
Ne doit pas être confondu avec Château de Stormont.
Le palais de Stormont, généralement abrégé en Stormont, est un château de Belfast situé dans le quartier du même nom. Depuis l'accord du Vendredi saint, il accueille le siège de l'Assemblée nord-irlandaise.

## Histoire

### Projet initial
La nécessité d'aménager un bâtiment pour abriter un parlement séparé pour l'Irlande du Nord apparaît après l'adoption de la loi sur le gouvernement de l'Irlande de 1920 qui entérine la scission de l'Irlande en 1922. En attendant la construction du nouveau bâtiment, le Parlement se réunit dans deux endroits, à l'hôtel de ville de Belfast, où a lieu l'inauguration officielle du premier Parlement par le roi George V le 21 juin 1921 et, dans l'Assembly's College, un établissement théologique appartenant à l'Église presbytérienne d'Irlande située à proximité.
En 1922, des travaux préparatoires commencent sur le site choisi, dans la partie est de Belfast. Les plans d'origine, prévoyant un grand bâtiment à coupole doté de deux bâtiments de moindre importance sur les côtés, censés abriter les trois branches du gouvernement - législative, exécutive et judiciaire - conduisent à mettre le mot « bâtiment » au pluriel dans le titre officiel (en anglais : Parliament Buildings), ce qui est d'ailleurs encore le cas aujourd'hui. Outre le Parlement et le « bâtiment ministériel », le site devait accueilli la Cour suprême nord-irlandaise.

### Construction

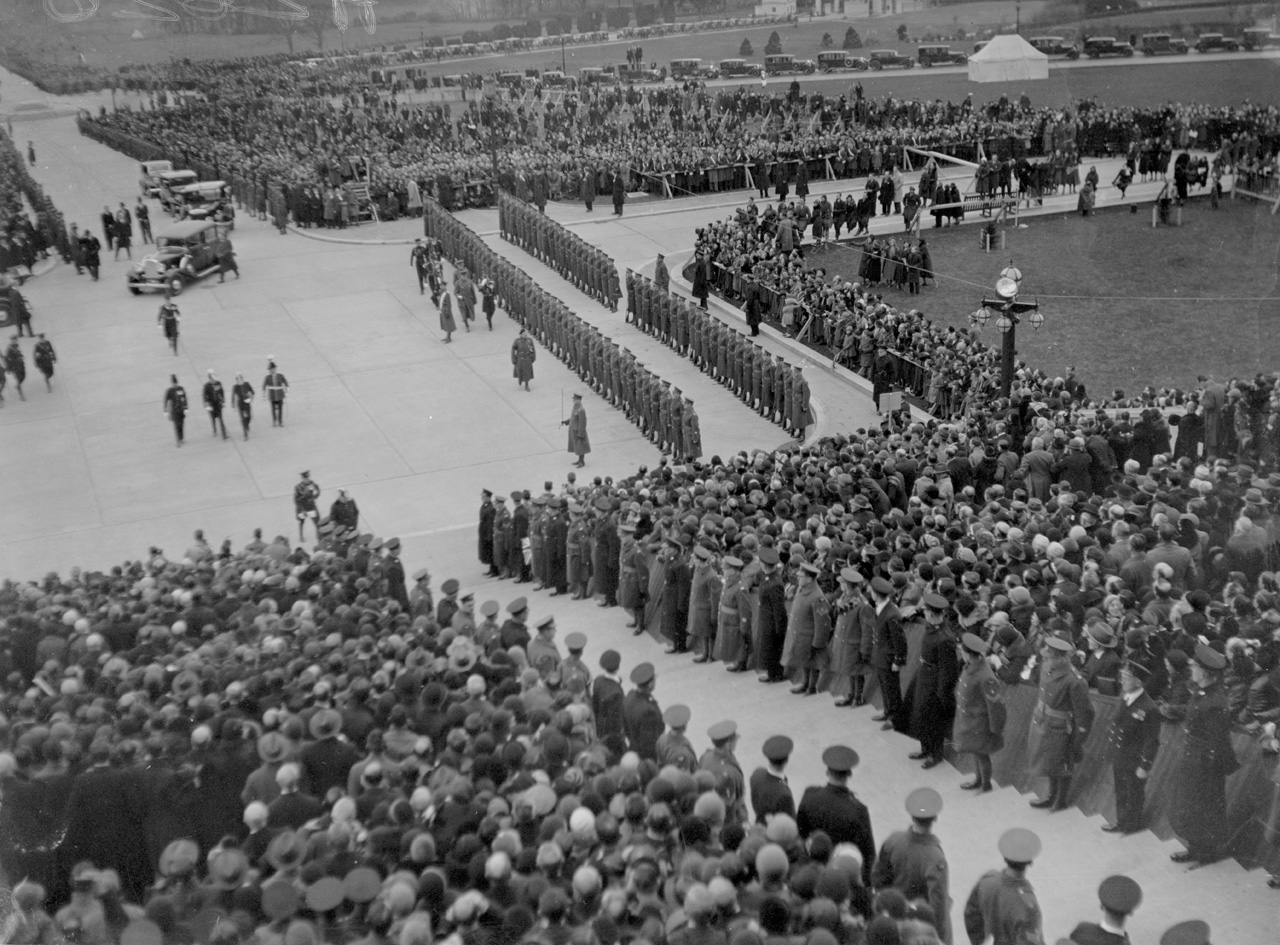
Ouverture du palais de Stormont, montrant l'arrivée du prince de Galles, 16 novembre 1932.

Ce projet est abandonné à la suite du krach de 1929 et de la Grande Dépression qui s'ensuit et dont les effets sont désastreux pour l'économie britannique. À la place, on érige sur ce site un bâtiment plus petit, dépourvu de coupole et avec une façade en pierre de Portland. Ce plan est conçu par Arnold Thornley dans un style néo-classique. Il est construit par l'entreprise Stewart & Partners, dont le dirigeant William Stewart était le frère d'un gendre de Frederick James Crozier, fondateur de l'Hermitage Golf Club de Dublin. L'édifice est inauguré par Édouard, prince de Galles, le 16 novembre 1932.

### Le bâtiment achevé
Le siège principal du gouvernement quant à lui s'établit au château de Stormont, situé dans le parc et qui, à l'origine, était destiné à être démoli pour céder la place au « bâtiment ministériel ». Il sert de résidence officielle au Premier ministre nord-irlandais et est alors le lieu où se réunit le cabinet nord-irlandais.
D'autre part, la Maison de Stormont (en) est utilisée comme résidence officielle par le speaker de la Chambre des communes d'Irlande du Nord (en). Les plans, devenus moins ambitieux, aboutissent finalement à la construction du siège de la Cour suprême au centre de la ville de Belfast et à la création de deux niveaux supplémentaires au Parlement, permettant ainsi de bénéficier de davantage d'espace pour les bureaux, ce qui est jugé nécessaire à la suite de l'abandon de la construction d'un bâtiment ministériel.
Une fois le complexe parlementaire achevé, on pouvait voir deux chambres séparées, la Chambre des communes d'Irlande du Nord (en) aux bancs rectangulaires bleus (les bancs verts de Westminster étant jugés inappropriés) et le Sénat d'Irlande du Nord, une pièce aux bancs rouges, plus petite et toujours de forme rectangulaire. Dans la pièce principale, surnommée la Grande Pièce (Great Hall), était suspendu un grand lustre en plaqué. Il s'agissait d'un don provenant de George V que l'on pouvait auparavant voir pendu au plafond du château de Windsor, qui l'avait également reçu en don de la part du kaiser Guillaume II. Pendant la Première Guerre mondiale, le lustre du kaiser avait été enlevé de Windsor afin d'être entreposé. On ne le revit jamais pendu au plafond de ce château.
L'entrée du roi Guillaume III d'Orange-Nassau, le tableau offert par le gouvernement néerlandais à son homologue Nord-irlandais, fut accroché dans la Chambre des Communes lors de son inauguration. Il fut cependant enlevé après avoir été barbouillé par un prédicateur écossais qui avait fait le voyage depuis l'Écosse dans ce seul but. La raison de sa colère était que l'on pouvait également voir sur le tableau le Pape, qui avait béni l'initiative de Guillaume.
Le bâtiment lui-même subit peu de changements au fil des années, alors même que le déroulement des rencontres parlementaires qui se faisaient à l'intérieur ne cessaient d'évoluer. Afin de le camoufler pendant la Seconde Guerre mondiale, on peignit la pierre de Portland du bâtiment avec de la « peinture » soi-disant amovible faite de bitume et de fumier. Cependant, après la guerre, il s'avéra extrêmement difficile d'enlever la peinture, cette dernière ayant laissé des traces sur la maçonnerie. Il fallut sept ans pour y parvenir et, la façade extérieure n'a jamais retrouvé sa couleur blanche d'origine. Bien que la plupart des traces aient disparu des façades (quoiqu'en regardant de près, on peut encore en constater les dégâts), certaines traces de cette peinture subsistent dans les cours intérieures, de même que dans les parties cachées du bâtiment.

### Les statues

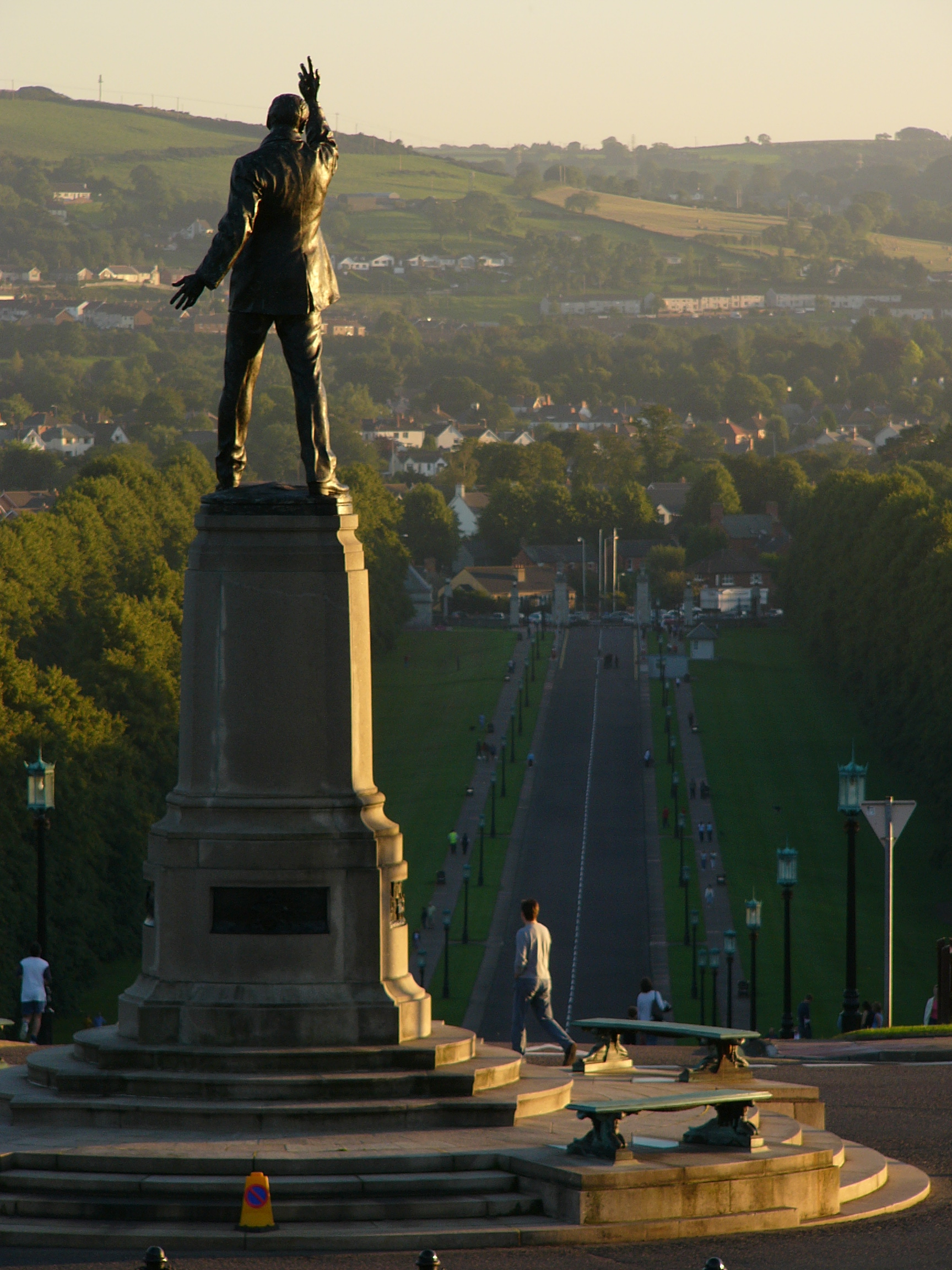
La vue depuis le palais avec la statue

Les changements additionnels relatifs au bâtiment lui-même et à ses environs incluent l'érection en 1932 d'une statue d’Edward Carson adoptant une pose dramatique (dans l'allée montant jusqu'au bâtiment), un exemple rare d'une statue représentant une personne avant même que cette dernière ne soit décédée et, l'érection d'une statue de James Craig dans le hall principal, située à mi-chemin dans la montée du magnifique escalier. James Craig et son épouse sont enterrés dans les parcs du domaine.

### Les fonctions du bâtiment

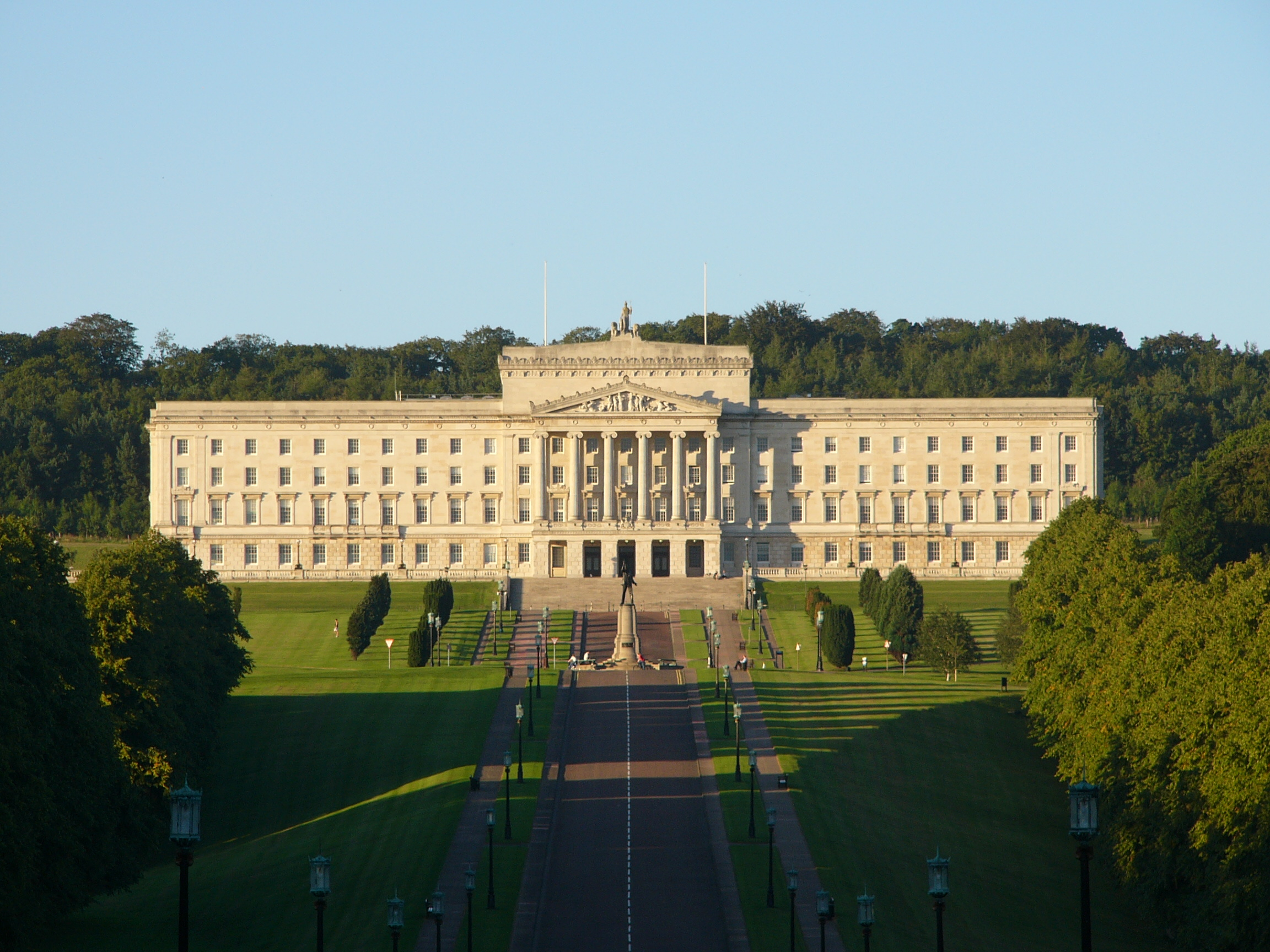
Vue générale du palais de Stormont.

Le bâtiment fut le lieu où siégeait le Parlement d'Irlande du Nord jusqu'à sa prorogation en 1972. La Chambre du Sénat fut utilisée par la Royal Air Force comme centre d'opérations pendant le Seconde Guerre mondiale. Ce fut également dans ce bâtiment que l'exécutif partagea le pouvoir en 1974 pendant l'accord de Sunningdale qui fut de courte durée. De 1973 à 1998, il servit de siège principal pour la Fonction publique nord-irlandaise et, de 1982 à 1986, ce fut le siège de l'assemblée dont les pouvoirs ne cessaient de se décentraliser. C'est aujourd'hui à cet endroit que se réunit l'Assemblée d'Irlande du Nord.
Dans les années 1990, le Sinn Féin suggéra que l'on érige un nouveau bâtiment pour abriter le Parlement d'Irlande du Nord, affirmant que le bâtiment de Stormont était trop sujet à controverse et trop associé à l'autorité unioniste pour être utilisé par une assemblée censée représenter le partage du pouvoir. Cependant, ce fut le seul parti à soutenir cette revendication et, la nouvelle assemblée ainsi que l'exécutif y établirent leur siège de façon permanente.
Le 3 décembre 2005, la Grande Pièce fut utilisée lors de la cérémonie funèbre du joueur de football George Best qui faisait partie de l'équipe d'Irlande du Nord et de Manchester United. Ce lieu fut choisi pour les funérailles car, à Belfast, c'est là que se trouvent les plus grands parcs propices à accueillir tous ceux qui désiraient assister aux funérailles. Environ 25 000 personnes se rassemblèrent dans ces parcs, et des milliers d'autres se placèrent le long de l'itinéraire emprunté par le cortège. C'était la première fois depuis la Seconde Guerre mondiale que ce bâtiment était utilisé à des fins non gouvernementales et apolitiques.
Cependant, au printemps 2006, le bâtiment fut à nouveau ouvert pour des discussions politiques entre les membres de l'Assemblée Législative issus de divers partis politiques d'Irlande du Nord.

### Faille dans la sécurité
Le 24 novembre 2006, Michael Stone (membre d'une force paramilitaire loyaliste appartenant au domaine de Braniel (en) situé à Belfast) fut arrêté pour être entré par effraction dans le bâtiment de Stormont, muni d'un pistolet factice et d'un couteau et, pour avoir gribouillé des graffitis sur les murs du Parlement.
Au début, des reportages indiquaient qu'il était peut-être en possession d'un « engin suspect ». Plus tard, l'Armée désamorça entre six et huit bombes artisanales. Des discussions entre les partis présents au Parlement de Stormont sur le partage du pouvoir et sur le fait d'élire un Premier Ministre, durent être abandonnées, alors qu'elles venaient tout juste de reprendre.

## Les chambres

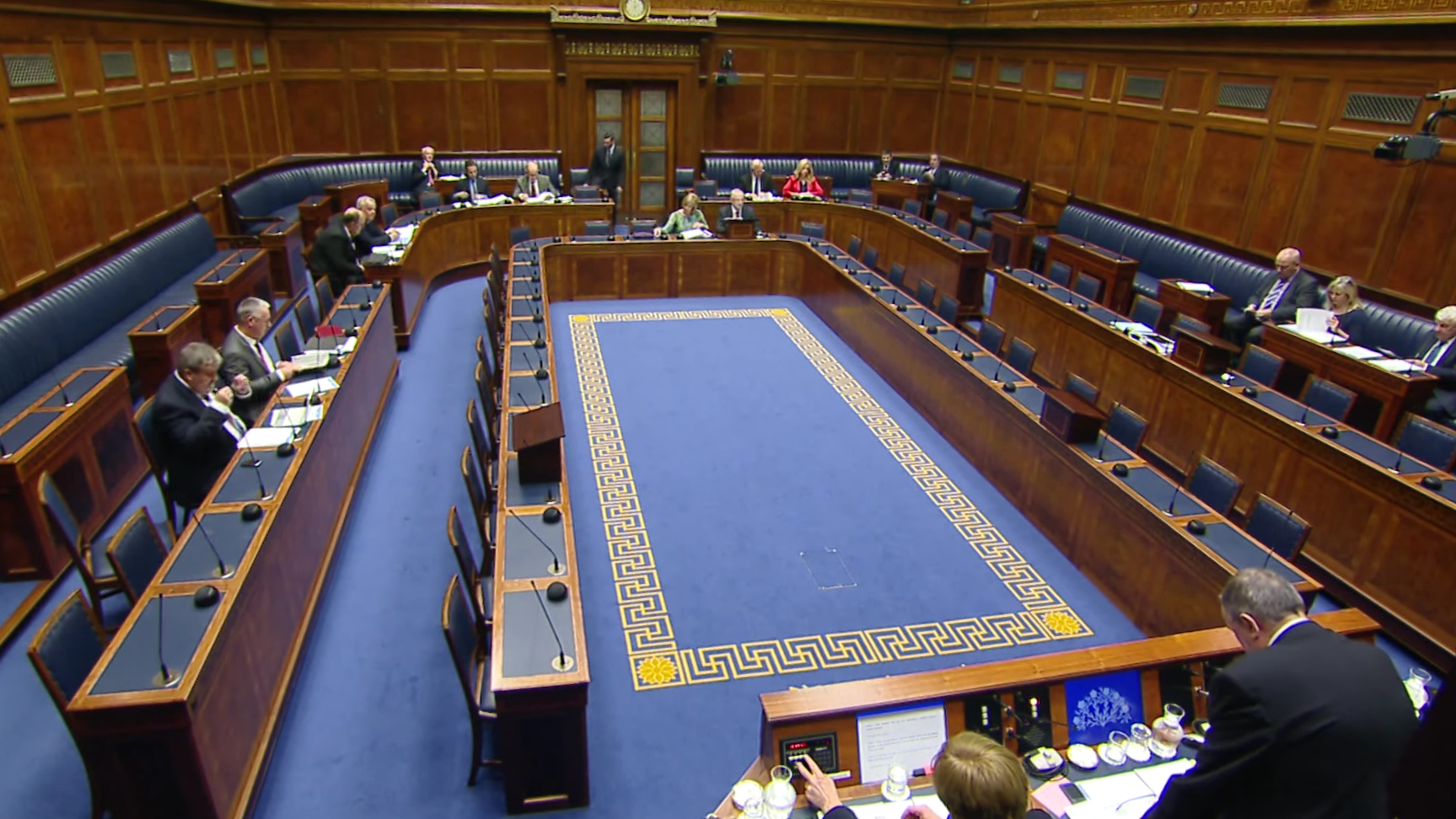
Intérieur du Parlement d'Irlande du Nord.

### La Chambre des communes
La première Chambre des communes d'Irlande du Nord a été conçue selon le design standard prévu pour les débats contradictoires, le gouvernement et l'opposition se faisant face, assis sur des bancs bleus placés en parallèle et séparés par une allée centrale.
La première Chambre des communes fut légèrement redessinée dans les années 1970 avec l'ajout d'un groupe de bancs courbes placés en face du fauteuil du Speaker ainsi que, parmi les autres changements liés à l'ameublement, de nouveaux bancs courbes situés devant. Ces dispositions avaient pour but de réduire la nature contradictoire de la chambre, causée par les débats qui s'y tenaient, et de fournir ainsi un terrain neutre symbolique pour les parties neutres.
Le 2 janvier 1995, la Chambre des communes fut entièrement détruite par le feu attribué à une défaillance dans l'installation électrique située sous le fauteuil du speaker. Des détracteurs prétendent qu'il s'agissait là d'un incendie volontaire et firent remarquer que la destruction de la Chambre permettait la création d'une nouvelle Chambre, moderne et moins conflictuelle, utilisée par l'Assemblée d'Irlande du Nord qui pratique le partage du pouvoir. Cette façon de placer les gens n'avait rien à voir avec celle prévue initialement. Cependant, le gouvernement britannique, citant le rapport Doyle et les résultats du laboratoire de science médico-légal d'Irlande du Nord, déclara qu'il était « improbable » que l'incendie ait été délibéré.

## Le Sénat
Contrairement à la nouvelle Chambre pour l'Assemblée qui a remplacé l'ancienne Chambre des communes, celle du Sénat est restée telle qu'elle avait été conçue à l'origine. Elle est en effet dotée de deux groupes de sièges parallèles en cuir rouge qui se font face afin de permettre des débats contradictoires. Les murs sont recouverts de toile de lin irlandaise damassée ; les plans prévoyant de tapisser les murs de grandes peintures à l'huile ont échoué.
Depuis la suspension du gouvernement décentralisé en 1972, cette Chambre n'a pas été utilisée par le Parlement lors des séances plénières. Elle est aujourd'hui le lieu principal où se réunissent les différentes commissions de l'Assemblée d'Irlande du Nord. Depuis l'ouverture du bâtiment en 1932, il y a eu peu de changements. L'un d'entre eux a été l'installation de caméras de télévision et de microphones. Un autre a été l'ajout de deux tableaux dont l'un, sans nom, représente l'inauguration officielle du Parlement d'Irlande du Nord en 1921. Sur le mur situé en face de ce tableau se trouve un portrait de groupe nommé The House shall Divide, sur lequel figurent les membres de l'Assemblée inaugurale élus lors des élections législatives nord-irlandaises de 1998.
Depuis 1932, une autre modification fut apportée à cette Chambre avec l'ajout d'une inscription dans le marbre de la balustrade de la Tribune où se trouvait la presse se consacrant à la Chambre du Sénat. On peut y lire le message suivant : « Cette inscription rappelle la gratitude du Gouvernement de Sa Majesté du Royaume-Uni pour avoir permis à la Royal Air Force d'utiliser cette Chambre comme centre d'opérations pendant la Seconde Guerre mondiale. »

## Les règles de Stormont
Les règles régissant l'utilisation du domaine de Stormont  sont affichées à l'entrée. Elles furent décrétées pour la première fois sur ordre du ministère de l'Économie et des Finances. Elles finirent par être amendées et les règles actuellement en vigueur sont les suivantes :
- The Stormont Estate Regulations, 1933
- The Stormont Estate Amendment Regulations, 1951

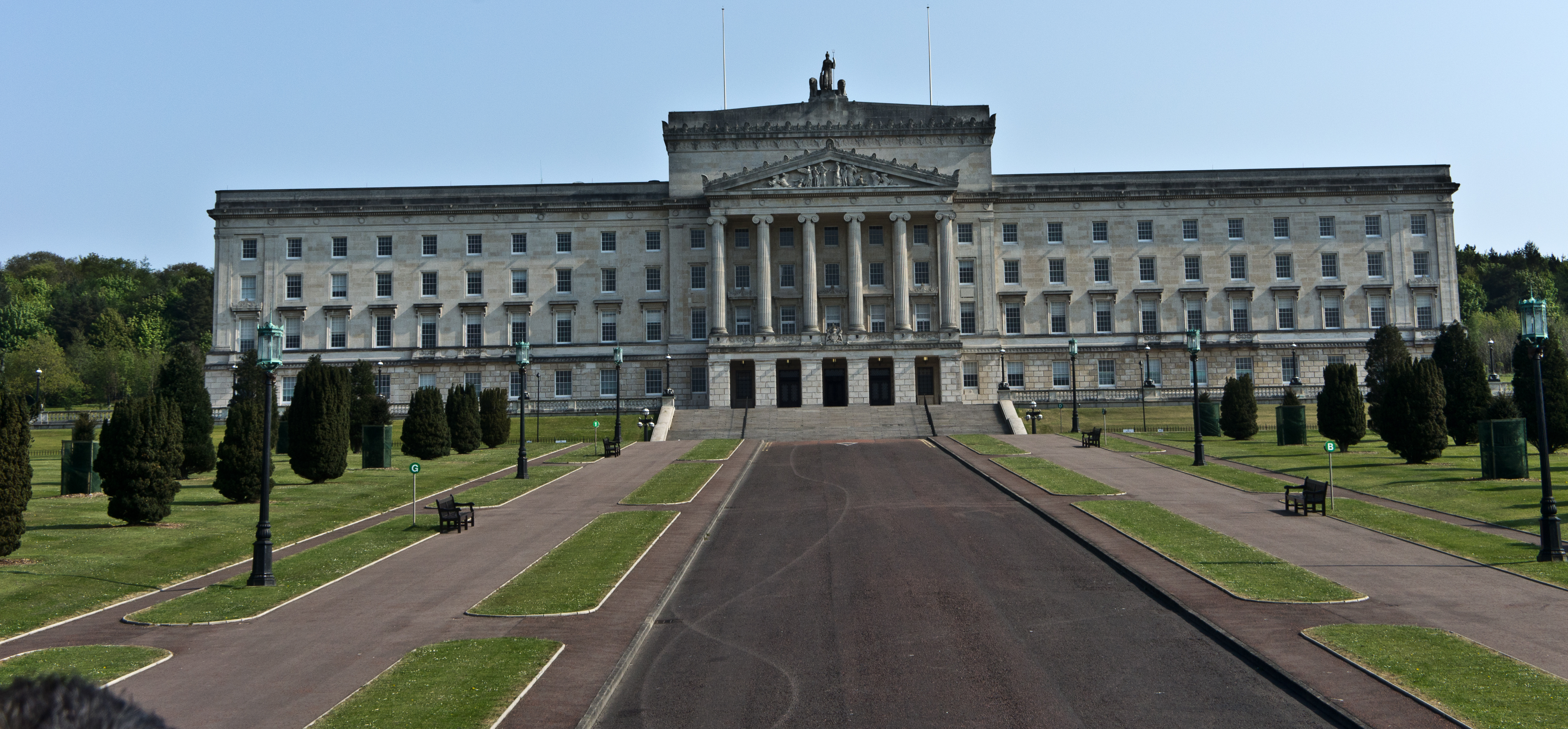
Vue d'ensemble de la façade

- The Stormont Estate Amendment Regulations, 1958.

## Source
- (en) Cet article est partiellement ou en totalité issu de l’article de Wikipédia en anglais intitulé « Parliament Buildings (Northern Ireland) » (voir la liste des auteurs).